# Salme
Koordinaten: 58° 10′ N, 22° 15′ O

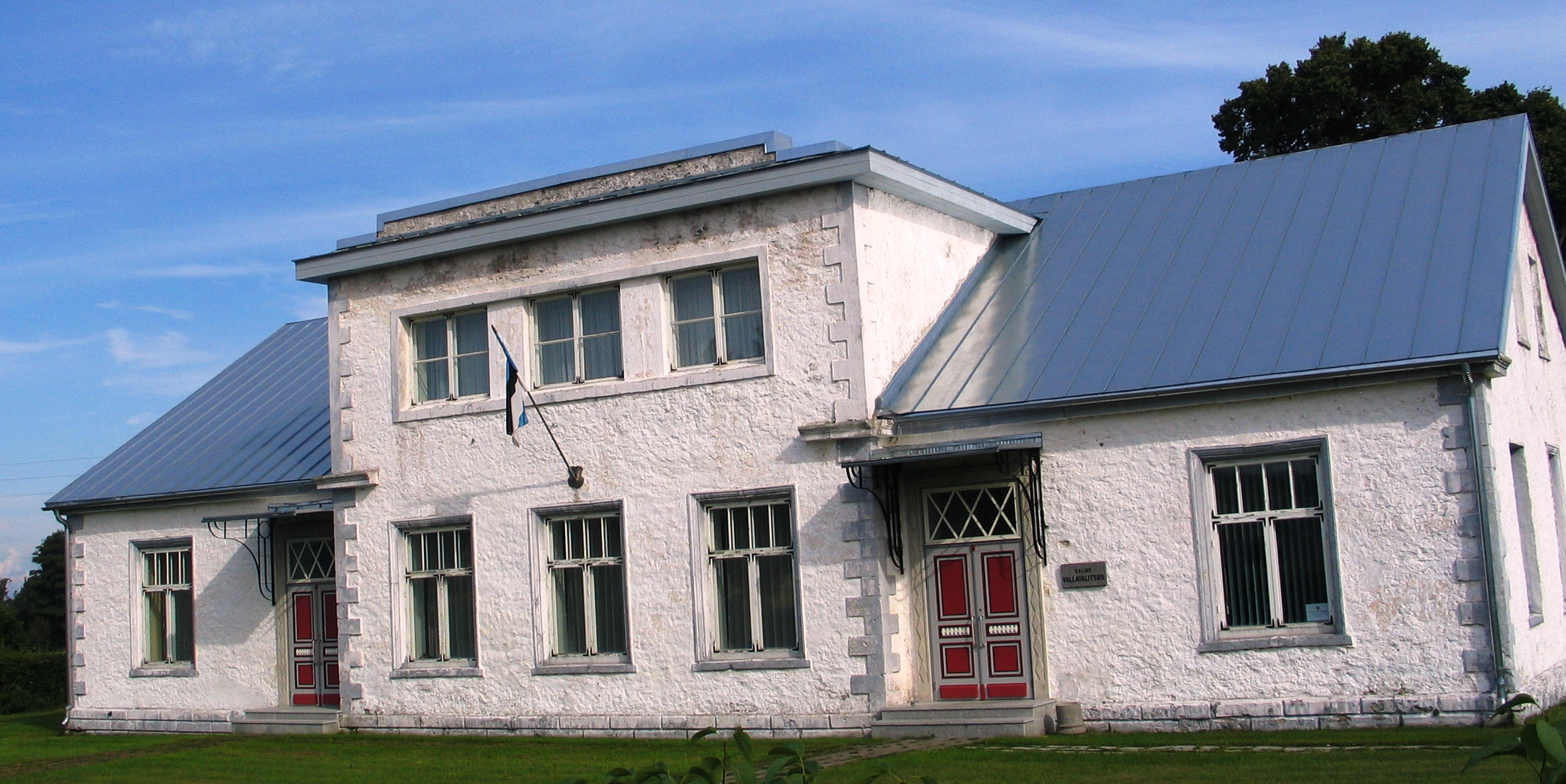
Sitz der Gemeindeverwaltung

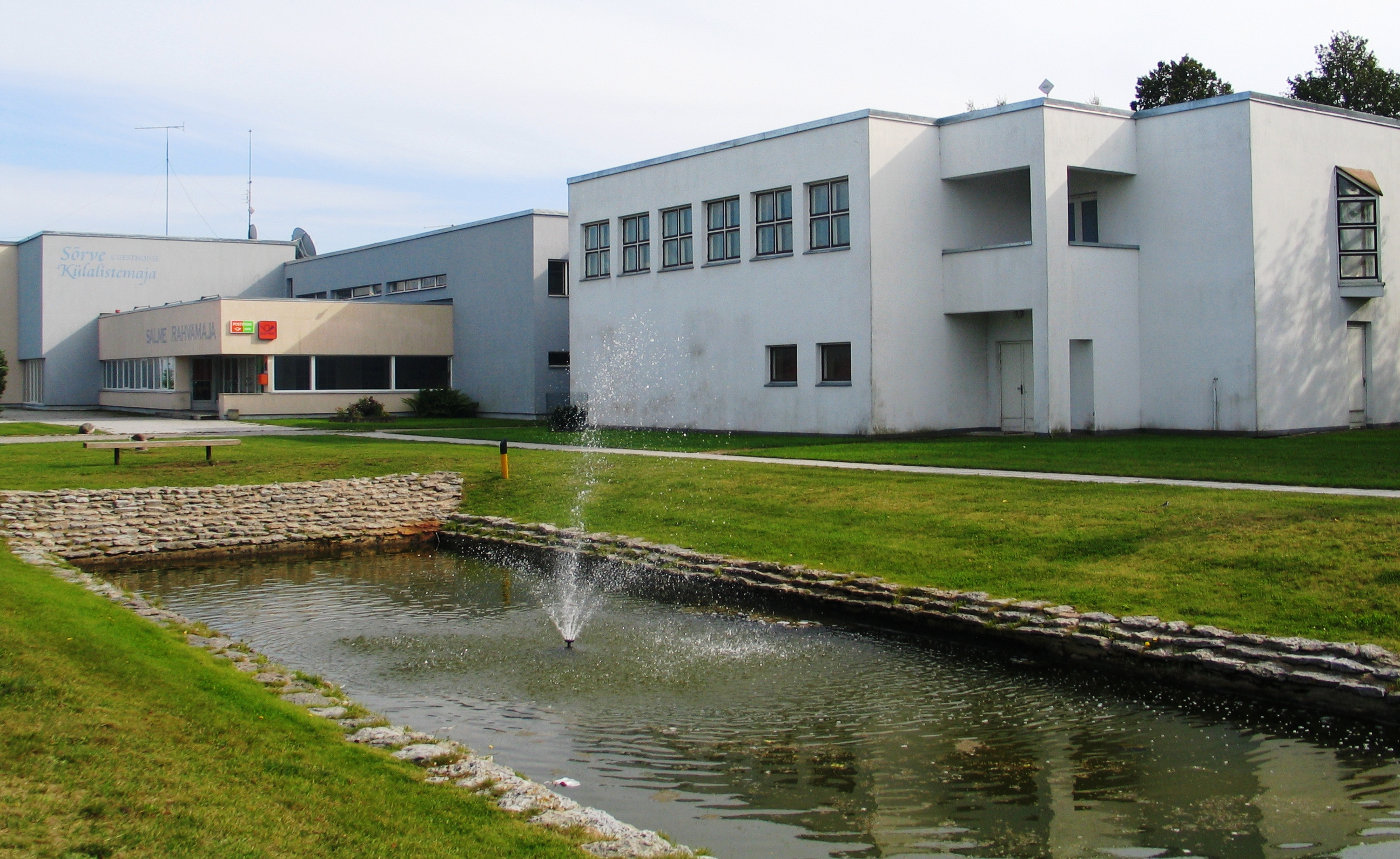
Volkshaus von Salme

Salme ist ein Dorf (estnisch alevik) in der Landgemeinde Saaremaa im Kreis Saare auf der größten estnischen Insel Saaremaa. Bis 2017 war es der Hauptort einer gleichnamigen Landgemeinde.

## Einwohnerschaft und Lage
Der Ort hat 469 Einwohner (Stand 31. Dezember 2011). Es liegt sechzehn Kilometer südwestlich der Inselhauptstadt Kuressaare an der Westküste der Halbinsel Sõrve.

## Geschichte
Bei Salme fand am 21. Mai 1863 eines der ersten Sängerfeste auf dem Gebiet des heutigen Estland statt. Es entstand auf starke Initiative des damaligen Pfarrers von Anseküla, Martin Körber (1817–1893).
Der Ort wurde während des Zweiten Weltkriegs nahezu vollständig zerstört. Sein heutiges Aussehen erhielt er in den 1960er Jahren als Zentrum einer Kolchose.

## Archäologische Funde
Ab 2008 wurden nahe Salme die Überreste einer vermutlich vendelzeitlichen Schiffsbestattung gefunden, die derzeit archäologisch untersucht werden.